# Walenty Ponętowski
Walenty Ponętowski herbu Leszczyc (zm. po 1 stycznia 1588 roku) – surogator łęczycki w latach 1581–1582, podkomorzy łęczycki w latach 1573–1586, stolnik łęczycki w latach 1565–1569, dworzanin królewski w 1561 roku.
Przebywał na dworze królewskim, odbył podróż do Jerozolimy. Podpisał konfederację warszawską 1573 roku. W 1575 roku podpisał elekcję Maksymiliana II Habsburga.
Poseł województwa łęczyckiego na sejm lubelski 1566 roku, sejm lubelski 1569 roku (podpisał akt unii), sejm 1572 roku, sejm konwokacyjny 1573 roku, sejm koronacyjny 1574 roku, sejm 1582 roku.